# Vice Vukov
Vinko Vukov, detto Vice (Sebenico, 13 giugno 1941 – Zagabria, 24 settembre 2008), è stato un cantante croato.
Ha rappresentato la Jugoslavia all'Eurovision Song Contest 1963 e all'Eurovision Song Contest 1965.